# Jonquières (Hérault)
Jonquières é uma comuna francesa na região administrativa de Occitânia, no departamento de Hérault. Estende-se por uma área de 2,05 km². Em 2010 a comuna tinha 509 habitantes (densidade: 248,3 hab./km²).